# 斯卡爾嶺
84°49′S 163°15′E / 84.817°S 163.250°E
斯卡爾嶺（英語：Skaar Ridge）是南極洲的山嶺，位於沙克爾頓海岸，屬於亞歷山德拉皇后山脈的一部分，長3.7公里，以美國海軍的上尉命名，現時由南極條約體系管理。